# サック・バック・ガウン

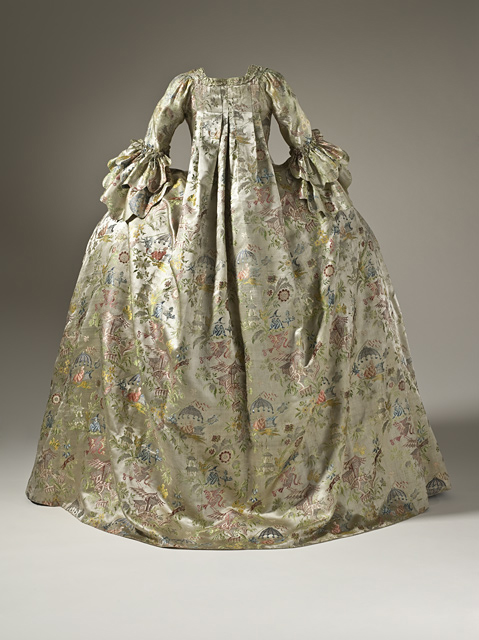
オランダ・アムステルダム。1740年―1760年のフランス風のローブ

サック・バック・ガウン（英:Sack-back gown, 仏:Robe à la française ）とは、18世紀の女性のファッションスタイルである。フランス語で「ローブ・ア・ラ・フランセーズ」であり、 「フランス風のドレス」の意。